# The Walking Dead: Daryl Dixon
The Walking Dead: Daryl Dixon is een Amerikaanse televisieserie over Daryl Dixon die tracht te overleven in een wereld vol zombies. De reeks is de vijfde spin-off van de serie The Walking Dead. Het verhaal speelt zich af in Frankrijk. 
De eerste aflevering werd in de Verenigde Staten uitgezonden op 10 september 2023 bij AMC. De serie maakte in Nederland zijn debuut op 11 december 2023 bij STAR Channel. Op 29 september 2024 ging het tweede seizoen in première onder de titel The Walking Dead: Daryl Dixon – The Book of Carol.

## Verhaal
De serie volgt het personage Daryl Dixon, een van de oorspronkelijke hoofdrollen uit The Walking Dead, die tijdens de voortdurende zombie-apocalyps aanspoelt in Frankrijk; het land van oorsprong van het zombievirus. Daar probeert hij erachter te komen hoe en waarom hij daar terecht is gekomen. De serie volgt zijn reis door een gebroken maar veerkrachtig Frankrijk waar hij nieuwe mensen ontmoet, terwijl hij hoopt een weg terug te vinden naar huis.

## Rolverdeling

### Hoofdrollen
- Norman Reedus als Daryl Dixon
- Clémence Poésy als Isabelle Carriere (seizoen 1-2)
- Louis Puech Scigliuzzi als Laurent Carriere (seizoen 1-2)
- Laïka Blanc-Francard als Sylvie (seizoen 1-2)
- Anne Charrier als Marion Genet (seizoen 1-2)
- Romain Levi als Stéphane Codron (seizoen 1-2)
- Adam Nagaitis als Quinn (seizoen 1)
- Melissa McBride als Carol Peletier (seizoen 2; gastrol in seizoen 1)
- Joel de la Fuente als Losang (seizoen 2; gastrol in seizoen 1)

### Bijrollen
- François Delaive als Dr. Lafleur (seizoen 1-2)
- Eriq Ebouaney als Fallou Boukar (seizoen 1-2)
- Tristan Zanchi als Emile Thibault (seizoen 1-2)
- Lukerya Ilyashenko als Anna Valery (seizoen 1-2)
- Paloma als Coco (seizoen 1-2)
- Catherine Arditi als Véronique (seizoen 1)
- Faustine Koziel als Lily Carriere (seizoen 1)
- Kim Higelin als Lou (seizoen 1)
- Dominique Pinon als Antoine (seizoen 1)
- Manish Dayal als Ash Patel (seizoen 2)
- Nassima Benchicou als Jacinta (seizoen 2)
- Tatiana Gousseff als Sabine (seizoen 2)

## Achtergrond
De serie werd in september 2020 aangekondigd door Angela Kang en Scott M. Gimple met Norman Reedus en Melissa McBride in de hoofdrollen. Oorspronkelijk zou de serie verschijnen onder de naam The Walking Dead: Daryl & Carol echter in april 2022 stapte McBride uit het project omdat het voor haar logistiek niet haalbaar was om tijdens die periode zich tijdelijk in Frankrijk te vestigen voor de opnames. De serie werd vervolgens aangepast naar een soloproject over het personage Daryl; in oktober 2022 kreeg de serie daardoor de naam Daryl Dixon toegewezen, deze werd in januari 2023 aangepast naar de officiële titel The Walking Dead: Daryl Dixon.
Het eerste seizoen bestond uit zes afleveringen en ging in de Verenigde Staten van start op 10 september 2023 bij AMC. De serie maakte in Nederland zijn debuut op 11 december 2023 bij televisiezender STAR Channel. In juli 2023, nog voordat het eerste seizoen van start was gegaan, werd de serie al verlengd voor een tweede seizoen. In oktober 2023 werd bekend gemaakt dat Melissa McBride een gastrol in de laatste aflevering vertolkt en dat ze in het komende tweede seizoen alsnog een hoofdrol in de serie gaat spelen, dat in het eerste seizoen oorspronkelijk de bedoeling was.